# Slowakische Badmintonmeisterschaft 2023
Die Slowakische Badmintonmeisterschaft 2023 war die 29. Auflage der Titelkämpfe im Badminton in der Slowakei. Sie fand vom 15. bis zum 17. Dezember 2023 in Kežmarok statt.

## Medaillengewinner
| Disziplin    | Gold                              | Silber                             | Bronze                           |
| ------------ | --------------------------------- | ---------------------------------- | -------------------------------- |
| Herreneinzel | Milan Dratva                      | Andrej Antoška                     | Jarolím Vícen                    |
| Herreneinzel | Milan Dratva                      | Andrej Antoška                     | Simeon Suchý                     |
| Dameneinzel  | Sofia Slosiariková                | Katarína Vargová                   | Katarína Kašelová                |
| Dameneinzel  | Sofia Slosiariková                | Katarína Vargová                   | Natália Slobodová                |
| Herrendoppel | Andrej Suchý Simeon Suchý         | Andrej Antoška Richard Pavlík      | Patrik András Adam Pavlovič      |
| Herrendoppel | Andrej Suchý Simeon Suchý         | Andrej Antoška Richard Pavlík      | Peter Huppert Ľuboš Petrovský    |
| Damendoppel  | Johanka Ivanovičová Lea Výbochová | Katarína Kašelová Angelika Vargová | Karin Goldiánová Lea Kyselicová  |
| Damendoppel  | Johanka Ivanovičová Lea Výbochová | Katarína Kašelová Angelika Vargová | Eva Sárená Tereza Škutová        |
| Mixed        | Andrej Suchý Johanka Ivanovičová  | Lukáš Klačanský Zuzana Rajdugová   | Ladislav Tomčko Angelika Vargová |
| Mixed        | Andrej Suchý Johanka Ivanovičová  | Lukáš Klačanský Zuzana Rajdugová   | Simeon Suchý Katarína Kašelová   |